# Love at First Sting
| 전문가 평가                      | 전문가 평가 |
| 평가 점수                        | 평가 점수   |
| 출처                             | 점수        |
| -------------------------------- | ----------- |
| AllMusic                         | [ 1 ]       |
| Collector's Guide to Heavy Metal | 7/10        |
| Forces Parallèles                | [ 3 ]       |
| Rock Hard                        | 7.5/10      |
| Rolling Stone                    | [ 5 ]       |

《Love at First Sting》은 독일의 하드 록 밴드 스콜피언스의 아홉 번째 스튜디오 음반이다. 1984년 3월 27일, 유럽의 하비스트/EMI와 미국의 머큐리에서 발매되었다. 이 음반에는 〈Rock You Like a Hurricane〉, 〈Still Loving You〉, 그리고 이 밴드의 가장 유명한 곡 세 곡인 〈Big City Nights〉가 수록되어 있다.

## 배경 및 녹음
이 음반은 1983년과 1984년에 서독의 스토멜른에 있는 디어크스 스튜디오에서 녹음되었다. 1983년 여름 스톡홀름의 폴라 스튜디오에서 전 레인보우 멤버 지미 베인이 베이스, 바비 론디넬리가 드럼을 연주하는 등 초창기 세션이 열렸으나 최종 음반에는 아무것도 나오지 않았다. 《Love at First Sting》은 지금까지 발매된 최초의 디지털 하드 록 음반 중 하나라는 점에서 주목할 만하다.
1984년 빌보드 200 차트 6위를 차지하며 미국에서 가장 성공적인 음반이 되었으며, 연말까지 더블 플라티넘을 기록하며 1995년 3배까지 올랐다. 〈Rock You like a Hurricane〉는 같은 해 빌보드 핫 100 차트 25위에 올랐고, 〈Still Loving You〉는 같은 차트 64위, 독일 14위, 프랑스와 스위스 싱글 차트 3위에 올랐다.
대한민국에서도 가장 히트한 스콜피언스 음반으로 통하며, 발라드 곡인 〈Still Loving You〉가 특히 히트하였다.

## 커버 아트
오리지널 커버 아트는 독일의 그래픽 디자인 회사인 코흐로스키가 만든 것으로 독일의 유명 사진작가 헬무트 뉴튼이 촬영한 사진이 특징이다. 음반회사가 아무런 걱정 없이 소매상들에게 오리지널 커버 아트를 보여주었음에도 불구하고, 음반이 발매된 후 미국의 월마트가 불평한 결과, 폴리그램 레코드가 여러 백화점 체인에서 사용하기 위해 "깨끗한" 커버를 발행하게 되었다. 대체 커버는 단순히 밴드 멤버들의 사진을 보여주기만 하면 논란이 덜 되도록 고안되었는데, 음반 속지에 있는 것과 같은 사진이었다. 마찬가지로, 그때까지 대중음악 검열이 심했던 대한민국에서도 오리지널 커버 대신 밴드 멤버들이 있는 속지의 사진으로 바꾸어야 했다.

## 곡 목록
작곡은 모두 루돌프 쉥커가 맡았고, 작사는 특별한 언급이 없는 한 모두 클라우스 마이네가 맡았다.
| #  | 제목                          | 작사                  | 재생 시간 |
| -- | ----------------------------- | --------------------- | --------- |
| 1. | 〈Bad Boys Running Wild〉     | 마이네, 헤르만 레어벨 | 3:54      |
| 2. | 〈Rock You Like a Hurricane〉 | 마이네, 레어벨        | 4:11      |
| 3. | 〈I'm Leaving You〉           |                       | 4:16      |
| 4. | 〈Coming Home〉               |                       | 4:58      |
| 5. | 〈The Same Thrill〉           |                       | 3:30      |

| #  | 제목                               | 재생 시간 |
| -- | ---------------------------------- | --------- |
| 6. | 〈Big City Nights〉                | 4:08      |
| 7. | 〈As Soon as the Good Times Roll〉 | 5:01      |
| 8. | 〈Crossfire〉                      | 4:31      |
| 9. | 〈Still Loving You〉               | 6:26      |

## 인증
| 국가                       | 인증        | 판매량/출하량 |
| -------------------------- | ----------- | ------------- |
| 캐나다 (뮤직 캐나다)       | 2× 플래티넘 | 200,000^      |
| 프랑스 (SNEP)              | 골드        | 100,000       |
| 독일 (BVMI)                | 골드        | 250,000^      |
| 미국 (RIAA)                | 3× 플래티넘 | 3,000,000^    |
| ^출하량을 기반으로 한 인증 |             |               |